# Microchilus constrictus
Microchilus constrictus är en orkidéart som beskrevs av Paul Ormerod. Microchilus constrictus ingår i släktet Microchilus och familjen orkidéer. Inga underarter finns listade i Catalogue of Life.